# Francisco Antequera
Francisco José Antequera Alabau (Castellar, 9 marzo 1964) è un ex ciclista su strada e dirigente sportivo spagnolo.
Professionista dal 1985 al 1993, vinse cinque gare. Dal 1997 al 2008 rivestì il ruolo di selezionatore della squadra nazionale spagnola per campionati mondiali e Giochi olimpici, portando al successo iridato Óscar Freire ed Igor Astarloa.

## Palmarès
- 1984 (dilettanti)

Campionati spagnoli dilettanti, Prova in linea
- 1985

1ª tappa Vuelta a la Rioja
Classifica generale Vuelta a la Rioja
- 1989

1ª tappa Vuelta Burgos
Classifica generale Vuelta Burgos
- 1990

2ª tappa 1ª semitappa Vuelta a Cantabria

### Altri successi
- 1992

Criterium di Alcalá de Chivert

## Piazzamenti

### Grandi Giri
- Giro d'Italia

1985: ritirato
- Tour de France

1986: 94º
1987: 117º
1988: 121º
1989: 111º
1992: 109º
- Vuelta a España

1986: 83º
1988: 81º

### Classiche monumento
- Milano-Sanremo

1990: 89º
1992: 151º

### Competizioni mondiali
- Campionati del mondo

Chambéry 1989 - In linea: ?
- Giochi olimpici

Los Angeles - In linea: 23º